# Никодим Анагносту
Никодим (на гръцки: Νικόδημος, Никодимос) е гръцки духовник, йерисовски, светогорски и ардамерски митрополит от 1981 година до 2012 година.

## Биография
Роден е на 7 септември 1931 година в Лисвори на Лесбос, Гърция, със светско име Анагносту (Αναγνώστου). Завършва Семинарията на Халки в 1955 година, а по-късно учи в Бирмингам. Ръкоположен е за дякон на 20 септември 1955 година и за презвитер на 24 септември 1955 година от митрополит Яков Иконийски. Служи в Тиатирската и Великобританска епархия. По-късно е игумен на солунския манастир Влатадес, преподавател в Църковната педагогическа академия в солун (1977 - 1980) и ефимерий на църквата „Свети Николай“ в атинския квартал Като Патисия (1980 - 1981).
На 29 март 1981 година е ръкоположен е за йерисовски и ардамерски митрополит в църквата „Свети Николай“ в Като Патисия. Ръкопогането е извършено от архиепископ Серафим Атински в съслужение с митрополитите Яков Митилински, Максим Ставруполски, Варнава Китроски и Катерински, Атанасий Илийски, Амвросий Поленински и Кукушки, Агатангел Димотишки, Пантелеймон Самоски и Икарийски, Пантелеймон Закинтски и Яков Китирски.
Умира на 16 септември 2012 година.